# ژاله‌پوش‌برگ
ژاله‌پوش‌برگ پرتغالی (نام علمی: Drosophyllum lusitanicum) نام یک گونه از راسته میخک‌سانان است.